# Emanuele Aldrovandi
Emanuele Aldrovandi (Reggio Emilia, 9 settembre 1985) è un drammaturgo, sceneggiatore e regista italiano. Ha vinto vari premi fra cui Nastro d'argento, Premio Riccione Pier Vittorio Tondelli, Premio Nazionale Luigi Pirandello e Premio Hystrio. I suoi testi sono stati messi in scena nei principali teatri italiani e sono stati tradotti e pubblicati in inglese, francese, tedesco, spagnolo, catalano, polacco, ceco e sloveno.

## Biografia
Dopo la laurea triennale in Filosofia a Parma con una tesi sul filosofo Richard Rorty e la laurea specialistica in Lettere a Bologna con una tesi in letteratura teatrale su Samuel Beckett, nel 2009 si trasferisce a Milano per studiare drammaturgia alla Scuola d'arte drammatica Paolo Grassi, dove studia fra gli altri con Antonio Tarantino, Vitaliano Trevisan, Tiziano Scarpa, Renato Gabrielli, Massimo Navone, Renata Molinari e Serenella Hugony.
Nel 2012 inizia a collaborare con il Centro Teatrale MaMiMò, lavorando a varie produzioni della compagnia, dirette da Marco Maccieri. Nello stesso anno vince il Premio Nazionale di Teatro Luigi Pirandello con Felicità e riceve la segnalazione al Premio Hystrio con Funziona meglio l’odio.
Nel 2013 vince il più importante riconoscimento italiano per la nuova drammaturgia, il Premio Riccione Pier Vittorio Tondelli, con Homicide House, che debutta l’anno successivo al Festival Internazionale Castel dei Mondi di Andria e viene messo in scena nelle stagioni seguenti in numerosi teatri italiani. Nello stesso anno vince anche il Premio Fersen con Il generale.
Nel 2015 con Farfalle vince il Premio Hystrio, con Felicità il Premio Mario Giusti del Teatro Stabile di Catania, con Il generale viene selezionato dal bando “Racconti di guerra e di pace” del Teatro Stabile del Veneto e con Scusate se non siamo morti in mare è finalista al Premio Riccione e al Premio Scenario, il testo viene poi presentato in anteprima a Barcellona al Festival PIIGS e debutta in Italia con la regia di Pablo Solari. Con Qualcosa a cui pensare, prodotto dalla compagnia Chronos3, vince il bando NEXT della Regione Lombardia e lo spettacolo viene messo in scena, fra gli altri, al Piccolo Teatro di Milano. Scrive inoltre dei brevi testi per l’evento Musei a Cielo aperto organizzato a Milano in occasione dell’EXPO.
Nel 2016 inizia a collaborare con ERT – Emilia Romagna Teatro Nazionale, scrivendo il testo Allarmi!, che arriva finalista al Premio Testori e debutta al Festival Internazionale VIE, diretto da Davide Sacco. Nello stesso anno lavora con l’Opera di Pechino a un progetto sull'Otello di Shakespeare, traduce in italiano il testo Trainspotting per il Festival Quartieri dell’Arte e vince il Mario Fratti Award con Farfalle, che viene presentato in inglese all’Istituto Italiano di cultura di New York. Nel frattempo viene selezionato fra gli autori italiani del progetto Fabulamundi Playwriting Project e i suoi testi iniziano a essere tradotti e pubblicati in vari paesi europei.
Nel 2017 collabora con ATIR Teatro Ringhiera, scrivendo il monologo Isabel Green, interpretato da Maria Pilar Perez Aspa e diretto da Serena Sinigaglia. Cura la versione scenica di Tamburi nella notte di Bertolt Brecht per il Teatro dei Filodrammatici di Milano, per la regia di Francesco Frongia, e continua a lavorare con ERT, occupandosi di progetti site-specific e adattamenti. Il generale debutta al Teatro di Rifredi con la regia di Ciro Masella. Alla Sala Beckett di Barcellona presenta in anteprima un estratto di Assocerò sempre la tua faccia alle cose che esplodono.
Nel 2018 inizia a collaborare con il Teatro Elfo Puccini di Milano, scrivendo il testo Robert e Patti, diretto da Francesco Frongia con protagonisti Ida Marinelli e Angelo Di Genio, e traducendo Lo strano caso del cane ucciso a mezzanotte di Simon Stephens, per la regia di Ferdinando Bruni e Elio De Capitani. Con Nessuna pietà per l’arbitro, messo in scena dalla compagnia MaMiMò, è finalista al Premio In-Box. Nello stesso anno cura l’ideazione e la realizzazione della mostra multimediale Rossini Experience ai Musei Civici di Pesaro e inizia a lavorare come sceneggiatore e regista cinematografico, scrivendo e dirigendo il suo primo cortometraggo. Nel frattempo viene invitato a vari festival internazionali, fra cui il Festival Universcénes di Tolosa, l’Europa Theatertreffen di Stoccarda e la Mousson d’été, dove Scusate se non siamo morti in mare viene messo in scena in francese con la regia di Ivica Buljan. Sempre nel 2018 inizia a insegnare scrittura teatrale alla Scuola d'arte drammatica Paolo Grassi di Milano.
Nel 2019 Farfalle debutta a New York al The Tank Theater con la regia di Jay Stern e Allarmi! viene messo in scena in Slovenia allo Slovensko Ljudsko Gledališče di Celje. Nello stesso anno, insieme a Jessica Montanari scrive Amici per la pelle, primo testo dedicato al teatro ragazzi che viene prodotto dal Teatro del Buratto e da ATIR Teatro Ringhiera e debutta al Festival Segnali, con la regia di Renata Coluccini. Sempre per il teatro ragazzi debutta Scarpette rosse, liberamente tratto dal racconto di H. C. Andersen, prodotto da BiboTeatro con la regia di Massimo Somaglino. Il suo secondo cortometraggio, Un tipico nome da bambino povero, viene presentato in anteprima al Giffoni Film Festival e viene selezionato da numerosi festival nazionali e internazionali, fra cui "Alice nella città" all'interno della Festa del Cinema di Roma. Sempre nel 2019 è di nuovo finalista al Premio Riccione con La morte non esiste più e fonda l'Associazione Teatrale Autori Vivi, di cui è direttore artistico.
Nel 2020 fonda l'Associazione Teatrale Autori Vivi e si dedica alla prima regia teatrale, portando in scena il proprio testo Farfalle, prodotto da Associazione Teatrale Autori Vivi, ERT, e Teatro Elfo Puccini. Nello stesso anno per il Teatro Stabile di Torino scrive l'adattamento teatrale de Il Mago di Oz di Frank Baum, con la regia di Silvio Peroni, per LAC Lugano Arte e Cultura cura l'adattamento de La bottega del caffè di Carlo Goldoni, con la regia di Igor Horvat, e per il Teatro Elfo Puccini e il Napoli Teatro Festival traduce The Laramie Project di Moises Kaufman che debutta al Festival di Spoleto con la regia di Francesco Frongia e Ferdinando Bruni. Sempre nel 2020 con il suo terzo cortometraggio, Bataclan, vince il Premio RAI Cinema ad "Alice nella città" all'interno della Festa del Cinema di Roma.
Nel 2021 con Bataclan vince il Nastro d'Argento per il miglior cortometraggio italiano. Per il Teatro Stabile di Torino adatta di Molto rumore per nulla di William Shakespeare, con la regia di Silvio Peroni, per il Teatro Carcano e il Teatro Stabile del Veneto scrive la versione teatrale de La Peste di Albert Camus, con la regia di Serena Sinigaglia.  
Nel 2022 cura la regia del suo testo L'estinzione della razza umana, che vince il Premio Eurodram e debutta al Teatro Gobetti di Torino, prodotto dall'Associazione Teatrale Autori Vivi e dal Teatro Stabile di Torino. Per il Teatro Carcano scrive la versione teatrale de Le nostre anime di notte di Kent Haruf, con la regia di Serena Sinigaglia. Nello stesso anno inizia a insegnare teatro e cinema alla Scuola Holden di Torino. 
Nel 2023 vince il Premio Hystrio alla drammaturgia per il complesso delle sue opere teatrali e scrive insieme a Jacopo Giacomoni il gioco-spettacolo Dieci modi per morire felici, una performance interattiva prodotta dall'Associazione Teatrale Autori Vivi e dalla Fondazione I Teatri di Reggio Emilia. Scusate se non siamo morti in mare viene messo in scena a Londra al Park Theater e pubblicato in inglese da Salamander Street. Isabel Green debutta in francese al Festival di Avignone.  
Nel 2024 esce il suo primo romanzo, Il nostro grande niente, pubblicato da Einaudi, che vince il Premio Severino Cesari Opera Prima e il Premio John Fante Cinema. Assocerò sempre la tua faccia alle cose che esplodono debutta col titolo Kamikaze a Fiume, prodotto dal Dramma Italiano di Fiume e dal Teatro Stabile di Palermo, con la regia di Marco Lorenzi. Nello stesso anno cura la regia del suo testo Come diventare ricchi e famosi da un momento all'altro, prodotto da Associazione Teatrale Autori Vivi, ERT e Teatro Stabile di Torino. 

## Romanzi
- 2024 Il nostro grande niente (Einaudi)

## Teatro

### Testi originali
- 2023 Come diventare ricchi e famosi da un momento all'altro
- 2022 La pace non è mai stata un'opzione
- 2021 L'estinzione della razza umana
- 2019 Assocerò sempre la tua faccia alle cose che esplodono
- 2018 La donna più grassa del mondo[20]
- 2017 Isabel Green
- 2016 Nessuna pietà per l'arbitro
- 2015 Allarmi![21]
- 2015 Scusate se non siamo morti in mare[22]
- 2013 Farfalle
- 2013 Homicide House[23]
- 2012 Funziona meglio l’odio
- 2011 Felicità
- 2010 Il Generale

### Regia
- 2025 Scusate se non siamo morti in mare
- 2024 Come diventare ricchi e famosi da un momento all'altro
- 2023 Dieci modi per morire felici (gioco/spettacolo scritto con Jacopo Giacomoni)
- 2022 L'estinzione della razza umana
- 2021 Farfalle

### Premi e riconoscimenti
- 2023 Premio Hystrio alla drammaturgia.
- 2022 Selezione italiana Eurodram con L'estinzione della razza umana.
- 2019 Finalista al Premio Riccione con La morte non esiste più.
- 2018 Finalista al Premio In-box con Nessuna pietà per l'arbitro.
- 2016 Mario Fratti Award con Farfalle.[24]
- 2015 Premio Hystrio Scritture di Scena con Farfalle.
- 2015 Premio “Mario Giusti” – Teatro Stabile di Catania con Felicità.[25]
- 2015 Finalista Premio Testori con Allarmi!.
- 2015 Finalista Premio Riccione con Scusate se non siamo morti in mare.
- 2015 Finalista Premio Scenario con Scusate se non siamo morti in mare.
- 2013 Premio Riccione “Pier Vittorio Tondelli” con Homicide House.
- 2013 Premio Fersen alla drammaturgia con Il Generale.
- 2013 Fiorino d’Argento al Premio Firenze con Viva Clara!
- 2012 Segnalazione al Premio Hystrio Scritture di Scena con Funziona meglio l’odio.
- 2012 Premio Nazionale di Teatro Luigi Pirandello con Felicità.
- 2010 Segnalazione speciale per la nuova drammaturgia al Premio TRAGOS in memoria di Ernesto Calindri con Il Generale.
- 2009 Segnalazione per il “Miglior monologo ironico” al Premio Per voce sola con Tegole.

## Cinema

### Cortometraggi
- 2020 Bataclan (sceneggiatura e regia)
- 2019 Un tipico nome da bambino povero (sceneggiatura e regia).[26]
- 2018 Il progresso (sceneggiatura e regia).

### Premi e riconoscimenti
- 2021 Nastro d'Argento per il miglior cortometraggio italiano per Bataclan.
- 2020 Premio RAI Cinema ad Alice nella città per Bataclan.
- 2020 Unicef Award al Ferrara Film Festival per Un tipico nome da bambino povero.

## Pubblicazioni
- 2023 Sorry We Didn't die at Sea, Salamander Street, London.
- 2022 L'estinzione della razza umana all’interno della rivista Hystrio 3/2022.
- 2021 La femme la plus grosse du monde, Presses Universitaires du Mirail, Toulouse. ISBN 9782810707225
- 2020 Farfalle, Luca Sossella Editore, Roma. ISBN 9788832231410
- 2018 Alarmes!, Presses Universitaires du Mirail, Toulouse. ISBN 9782810705597
- 2018 Butterflies, Mario Fratti Award Collection, New York. ISBN 9788828398141
- 2018 Isabel Green, prefazione di Serena Sinigaglia, CUE Press, Bologna. ISBN 9788899737535
- 2017 Alertes!, in “El Drac d’Europa”, Editions 96, Valencia. ISBN 9788417213077
- 2016 Allarmi!, prefazione di Carmelo Rifici, Cue Press. ISBN 978-88-99737-20-7
- 2016 Scusate se non siamo morti in mare, prefazione di Davide Carnevali, CUE Press. ISBN 978-88-99737-00-9
- 2016 Farfalle all’interno della rivista Hystrio 1/2016.
- 2015 Balenes, in “PIIGS Dramaturgia sobre la crisi 02”, ISBN 978-84-606-9829-6
- 2015 L’isola del tesoro, prefazione di Marco Maccieri, CUE Press. ISBN 978-88-98442-38-6
- 2014 Homicide House, prefazione di Fausto Paravidino, CUE Press. ISBN 978-88-98442-20-1
- 2013 Il generale, in “Il premio Fersen”, Edizionicorsare. ISBN 978-88-87938-95-1
- 2010 Tegole, in “Per voce sola ‘10”, Nerosubianco Edizioni. ISBN 978-88-89056-62-2
- 2009 Il regalo, in “Per voce sola ‘09”, Nerosubianco Edizioni. ISBN 9788889056165